# Montereale Valcellina
Montereale Valcellina – miejscowość i gmina we Włoszech, w regionie Friuli-Wenecja Julijska, w prowincji Pordenone.
Według danych na rok 2004 gminę zamieszkiwało 4638 osób, 69,2 os./km².

## Współpraca
Miejscowość partnerska:
- Montigny-le-Tilleul, Belgia